# Лохрей
Лохрей (на английски: Loughrea; на ирландски: Baile Locha Riach) е град в централната западна част на Ирландия, провинция Конахт, графство Голуей. Разположен е по северния бряг на езерото Лох Рей. Намира се на 37 km на югоизток от главния административен център на графството град Голуей. Първите сведения за града датират от 1236 г., когато тук е построен замък. Има крайна жп гара, която е 10-километрово (в южна посока) отклонение от линията Атлоун-Голуей. Открита е на 1 декември 1890 г. Лохрей е с традиции в земеделието и фармацевтиката. През периода 1960-1975 г. е имало мини за цинк и сребро. Населението му е 4532 жители от преброяването през 2006 г. 